# 安妮·劳瑞·亚历山大
安妮·劳瑞·亚历山大（Annie Lowrie Alexander，1864年1月10日—1929年10月15日），美国医生和教师，是美国南部第一位取得执照的女医师。

## 生平
亚历山大于1864年1月10日生于美国北卡罗来纳州梅克伦堡县小镇科尼利厄斯附近。她有5个兄弟姐妹，父亲约翰·布雷瓦德·亚历山大是位医生，祖上是美国著名传教士亚历山大·克雷黑德。 
她父亲和她家延请的私人教师对她进行教育。亚历山大入读 宾夕法尼亚女子医学院 ，于1884年以优异成绩毕业，并于次年考取马里兰医学考试委员会颁发的行医执照，分数在100名考生排第一名。 亚历山大开始行医，并在巴尔的摩女子医学院任解剖学助教。1889年，亚历山大在北卡罗来纳州夏洛特买房定居。她逐渐积累行医经验，坐马车出诊，直到1911年购买了一辆汽车 。
亚历山大在纽约综合医院完成研究生学业，这在当时比较罕见，因为在19世纪末女性医生还不被普遍接受。她震惊了她的一些亲戚，这些亲戚甚至要求不能当着他们的面提安妮·劳瑞·亚历山大的名字。
亚历山大在长老会女子学院（即现在的夏洛特皇后大學）做了23年医生。亚历山大在夏洛特定居行医期间，爆发过疟疾、伤寒等传染病和一次钩虫病流行。
第一次世界大战期间，亚历山大以中尉的军衔服役，在夏洛特格连营地任外科助理医师，在此期间，她参与进行学龄儿童医学体质调查，参与防治1918年大流感. 。
她曾担任梅克伦堡县医学会主席，是联盟国之女联合、夏洛特女子俱乐部、美国革命女儿会等组织的成员。
1929年10月15日，亚历山大被一名病人传染上肺炎而去世。